# Астрономія в Пакистані
Астрономію в Пакистані досліджують і викладають в Університеті Карачі (Інституті космічної та планетарної астрофізики, Обсерваторія Університету Карачі), Університет Пенджабу (зокрема, Обсерваторія Університету Пенджабу), Інституті космічної техніки. У країні працюють кілька планетаріїв та неурядових астрономічних товариств.

## Наукові дослідження

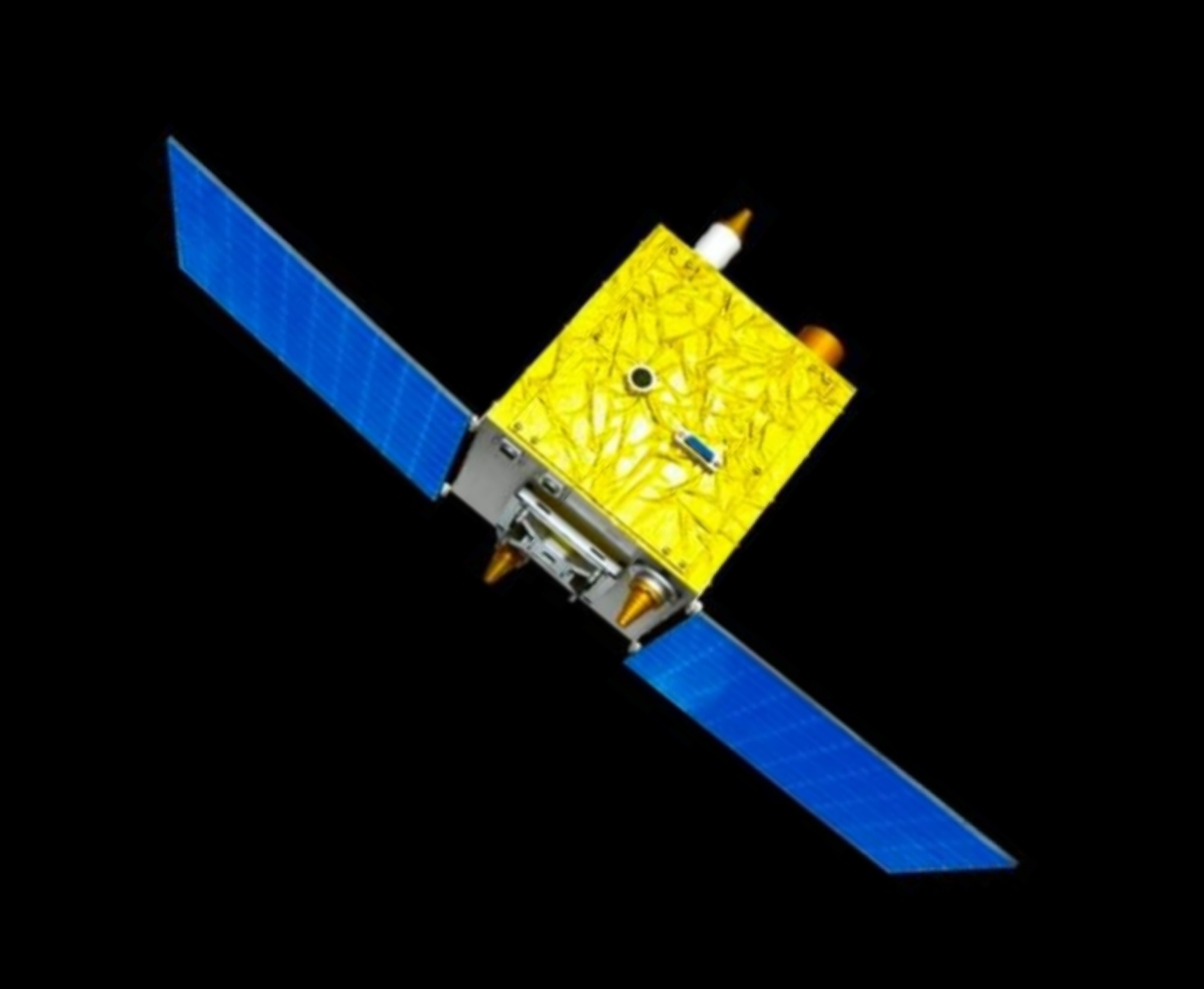
Пакистанський місячний супутник ICUBE-Q

В країні немає професійних астрономів, які б займалися науковими дослідженнями як основною роботою, однак астрономічні дослідження проводять викладачі університетів та їхні аспіранти. Комісія з дослідження космосу та верхніх шарів атмосфери володіє телескопом виробництва Meade Instruments з апертурою 20 см, а Університет Карачі — телескопом з апертурою 15 см.

## Освіта
На університетському рівні астрономію викладають в Університет Пенджабу і в Інституті космічної та планетарної астрофізики в Університеті Карачі. Обидва університети мають свої обсерваторії — Обсерваторію Університету Пенджабу та Обсерваторію Університету Карачі. Крім того, багато десятків пакистанських університетів викладають фізику.
У шкільній програмі астрономія не виділена в окремий предмет, однак в приватних школах елементи астрономії викладають учням молодших і середніх класів в межах загального наукового курсу.

## Популяризація астрономії

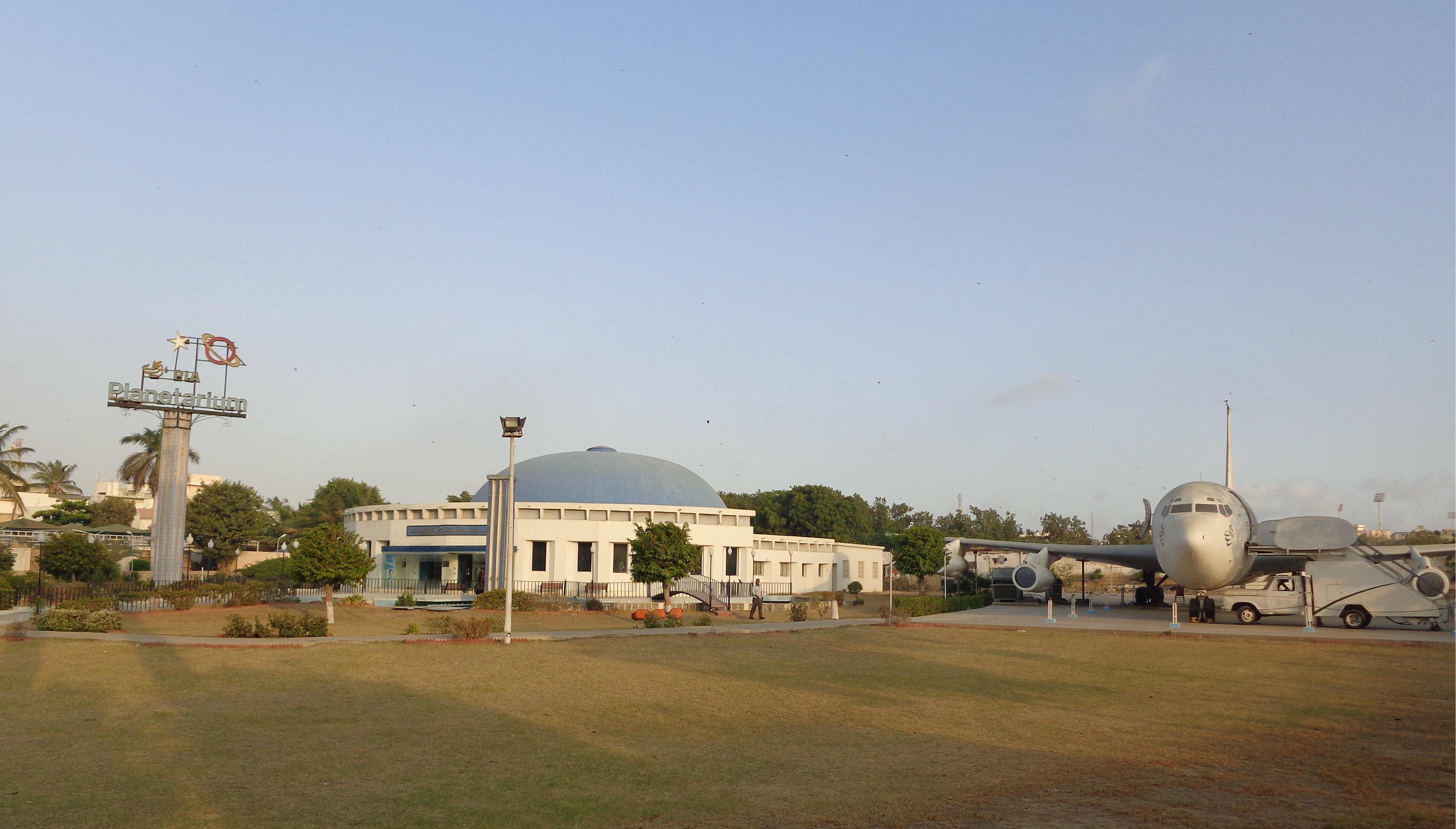
Планетарій Карачі

В країні працюють Планетарій Карачі, Лахорський планетарій, Пешаварський планетарій, — усі організовані Пакистанськими міжнародними авіалініями. Різні неурядові астрономічні спільноти влаштовують спостереження неба для громадськості та інші заходи з популяризації астрономії. Окремі пакистанські університети та закордонні організації також влаштовують астрономічні події в Пакистані. Співробітники пакистанських університетів і закордонних установ створюють науково-популярні відео мовою урду.